# 岩波慶
岩波 慶（いわなみ けい、1989年11月1日 - ）は、日本の 実業家、個人投資家。MENSA会員。株式会社セレンダブル、合同会社アソゴルト創業者。神奈川県出身。

## 来歴

### 略歴
- 桐蔭学園高等学校、早稲田大学人間科学部卒業、京都大学法科大学院在学。ポップス、聖歌隊、吹奏楽、ジャズフュージョンなどの音楽を経験し、大学在学中よりカフェ、レストラン、イベント等のライブ出演を重ねる。
- 2008年よりボーカリストとしてのソロ活動を開始。
- 2010年秋、早稲田大学の学園祭「早稲田祭」の公式テーマソングに作詞・作曲・歌を担った楽曲「ポピー」が一般公募から最優秀賞で選ばれた。
- 2010年8月から2011年1月まで、カリフォルニアRedlands Universityに留学、音楽理論（クラシック音楽、ジャズ）を学び、聖歌隊に所属。帰国後、2012年3月に早稲田大学を卒業。
- 2012年8月より「日本全国路上ライブの旅」を行い、2013年2月9日に完結。北海道や沖縄県を含め、20県で路上ライブを行う。
- 2012年10月17日、亀田誠治が運営する音楽サイト「亀田大学」に作詞・作曲・歌を担った楽曲「ボタン」が取り上げられた[1]。亀田は、この楽曲に対して「素晴らしい楽曲。ソングライティングの王道感に言葉の強さがまけていない。確かに存在するアーティスト」とコメント[1]。これを機に2012年11月30日、亀田大学アーティストとして「岩波慶」が正式登録された[2]。
- 2014年11月4日、株式会社セレンダブルを設立。
- 2016年6月29日、第5回クリエイターEXPOに出展し、オリジナル楽曲「FAREWELL」がサウンド・クリエイター・オブ・ザ・イヤー2016奨励賞を受賞。[3]
- 2018年12月25日、事業多角化に伴い合同会社アソゴルトを設立。
- 2021年3月1日、焼菓子通販専門店「Asotte-アソット-」を開業。オーナーとして経営に参画。2022年現在は販売休止中。
- 2024年4月1日、京都大学法科大学院入学。
- 2025年1月15日、MENSAの入会が認められ、日本支部メンバーとなる。

### 現在
- 実業家として、事業経営、ウェブサイト制作編集、検索エンジン最適化（SEO対策）、イベント企画運営などの業務を行う。

## 人物

### 趣味/嗜好
ワイン、日本茶、ボードゲームの愛好家である。

## ディスコグラフィー

### NHK番組テーマソング
- NHK-BS「ウィンタースポーツ」テーマ曲「Jumpin'」（2018年平昌オリンピック実況）（作編曲:有木竜郎）ボーカル参加。

### カバー・アルバム
- 「J-POP THE BEST LOVE STORY MIX」 2曲参加（加藤ミリヤ×清水翔太「LOVE STORY」、ナオト・インティライミ「恋する季節」）（2013年8月13日 規格品番: STLE-007 レーベル:STYLES）
- 「90's BEST MIX INTERNATIONAL -1995〜1999-」 2曲参加（KAN「愛は勝つ」、KATSUMI「It's my JAL」）（2014年3月12日 規格品番:CUMO-003 レーベル:CLOUD）

### 映画テーマソング
- 映画 「BADコミュニケーション」 テーマソング「BADコミュニケーション」（小栗はるひ監督）（作曲:有木竜郎 作詞:小栗はるひ 歌:岩波慶×杉恵ゆりか）（2013年3月2日公開）

### 舞台劇中歌
- 舞台「TRICKSTER the STAGE」劇中歌（2017年4月12日）（作曲:池波晏寿）コーラス参加

## 著書
- 『誰でも簡単にテレビ出演できるコツ』 セレンダブル出版（自社出版） 2015年10月 ISBN 9784990869908